# Lijst van Belgische boksers
Dit is een lijst van Belgische boksers alfabetisch gesorteerd op achternaam.

## A
- Ismaïl Abdoul
- Dodji Kodjo Ayigah

## B
- Geoffrey Batello
- Jean-Pierre Bauwens
- Yvon Becaus
- Joseph Beecken

## C
- Louis Calebout
- Jean-Pierre Coopman

## D
- Freddy De Kerpel
- Cyriel Delannoit
- Jean Delarge (bokser)
- Béa Diallo

## G
- Gaston Van den Bos

## H
- Jurgen Haeck

## J
- Sugar Jackson

## M
- Arthur Meunier

## N
- Nathalie Toro
- Yves Ngabu

## O
- Oshin Derieuw

## P
- Delfine Persoon

## R
- Jean-Marc Renard
- Gustave Roth

## S
- Kubat Selim
- Daniëlla Somers
- Sebastiaan Steen
- Léonard Steyaert
- Karel Sys

## V
- Kobe Vandekerkhove
- Jos Vissers

## X Y Z
- Sasha Yengoyan